# L'Arlésienne (film, 1942)
Pour les articles homonymes, voir L'Arlésienne.
Pour plus de détails, voir Fiche technique et Distribution.
L'Arlésienne est un film français réalisé par Marc Allégret et sorti en 1942.

## Synopsis
Au XIXe siècle, en Camargue, le charmant Frédéri, jeune fils chéri d'exploitants aisés du mas du Castelet, est follement amoureux d'une belle Arlésienne et ne songe qu'à l'épouser. Mais la famille apprend qu'elle a déjà eu une aventure avec un gardian. Frédéri est profondément affecté par cette révélation qui anéantit tous ses rêves. Les efforts de son entourage pour lui faire oublier son Arlésienne en l'incitant à se marier avec la gentille Vivette resteront vains : Fréderi finira par se suicider.

## Fiche technique
- Titre original : L'Arlésienne
- Réalisation : Marc Allégret
- Scénario : Marcel Achard
- Dialogues : Marcel Achard d'après la pièce de théâtre éponyme d'Alphonse Daudet (1872)
- Décors : Paul Bertrand
- Maquillages : Hagop Arakelian
- Photographie : Louis Page
- Montage : Henri Taverna, Jacqueline Mondollot
- Musique : Georges Bizet
- Direction d'orchestre : Paul Paray
- Pays d'origine :  France
- Tournage :
  - Langue : français
  - Intérieurs : Studios de la Victorine (Nice)[1]
  - Extérieurs : Camargue (Bouches-du-Rhône)
- Production : Roger Le Bon
- Société de production : Les Films Impéria
- Société de distribution : Gray-Film
- Format : noir et blanc — 35 mm — 1.37:1 — Son monophonique
- Genre : drame
- Durée : 95 minutes
- Date de sortie :
  - France : 4 septembre 1942
- (fr) Mention CNC : tous publics (visa d'exploitation no 447 délivré le 9 avril 1942
- Affiche : Fernand François (France)

## Distribution
- Louis Jourdan : Frédéri
- Raimu : Marc, le patron
- Gaby Morlay : Rose Mamaï
- Édouard Delmont : Balthazar, le berger
- Fernand Charpin : Francet Mamaï
- Gisèle Pascal : Vivette
- Marcel Maupi : l'Équipage
- Charles Moulin : Mitifio, le gardian
- Annie Toinon : la Renaude
- Henri Poupon : le père de l'Arlésienne.
- Roland Pégurier : l'Innocent

## Vidéographie
- L'Arlésienne de Marc  Allégret, M6 Vidéo, coll. « Les Classiques Français SNC », 25 novembre 2009, 1 DVD-9 zone 2 [présentation en ligne]